# Орден «За большую любовь к независимому Туркменистану»
Орден «За великую любовь к независимому Туркменистану» — государственная награда Туркменистана.

## История
Орден был учреждён 1 марта 1999 года.
Первоначально, орден имел вид золотой медали на шейной цепочке, затем, в 2011 году, приобрёл вид золотой звезды на нагрудной колодочке. С 2014 года ордену был придан новый облик, исключающий профиль первого президента Туркменистана Сапармурата Ниязова.

## Статут
Орден предназначен для награждения граждан страны и иностранцев за большой вклад в развитие экономики страны, повышение эффективности производства, развитие науки и техники, укрепление обороноспособности страны, за большие успехи в культуре, литературе, искусстве, здравоохранении, государственной и общественной деятельности, укреплении законности и правопорядка, обучении и воспитании подрастающего поколения, развитии экономических и культурных отношений между Туркменистаном и другими государствами и международными организациями.
Лицам, награждённым орденом, выплачивается единовременная премия, равная пятнадцатикратному размеру минимальной оплаты труда, и устанавливается ежемесячная надбавка к заработной плате, должностному окладу, пенсии, пособию или стипендии в размере 15 процентов минимальной заработной платы.
Лица, награжденные орденом, пользуются льготами в случаях и порядке, установленными предусмотренными законодательством Туркменистана.

## Описание

### с 1999 по 2011 годы
Знак ордена имеет форму круга диаметром 40 мм. В середине лицевой стороны ордена расположено выполненное из золота белого цвета изображение президента Туркменистана в профиль. Круг с изображением профиля Сапармурата Ниязова окаймлён оливковой ветвью — символом мира с надписью «Президент Туркменистана Сапармурат Туркменбаши» на туркменском языке.
На оборотной стороне ордена располагается изображение штандарта (флага) президента Туркменистана, выполненное из золота белого цвета с надписью по окружности «GARAŞSYZ TÜRKMENISTANA BOLAN BEÝIK SÖÝGÜSI ÜÇIN» на туркменском языке.
Орден посредством колечка соединяется с золотой цепочкой, изготовленной вручную плетением «бисмарк» из золота красноватого цвета. Длина цепочки 58 см.
Орден изготавливается из золота красноватого цвета.

### с 2011 по 2014 год
Диаметр знака - 45 мм. Изготавливается из золота 750 пробы.
Знак ордена - восьмиугольная звезда, углы которой куполообразного вида с шариками на концах. Между лучей звезды штралы в виде девяти прямых листьев зелёной эмали. В центральной части звезды медальон белой эмали диаметром 22,5 мм. с широкой каймой красной эмали В медальоне изображение карты Туркменистана зелёной эмали, поверх которого выпуклое профильное золотое изображение первого президента Туркменистана Сапармурата Ниязова. В нижней части круга изображены позолоченные оливковые ветви, расходящиеся в обе стороны.
Кайма медальона шириной 3,5 мм несёт на себе надпись золотыми буквами «GARAŞSYZ TÜRKMENISTANA BOLAN BEÝIK SÖÝGÜSI ÜÇIN», внизу инкрустирована семью циркониевыми камнями.
Орден соединяется с колодкой посредством колечка. Колодка в виде открытой книги зелёной эмали высотой 20 мм, шириной 31 мм. В середине колодки на колонне, покрытой эмалью красного цвета, расположены пять туркменских ковровых гелей.

#### Орденская лента

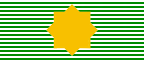

Основа ленты выполнена из шёлковой ткани зелёного цвета, на которую нанесены белые горизонтальные линии, на фоне которых в центральной части расположен восьмиугольник золотистого цвета.

### с 2014 года
Знак ордена и его колодка изготавливаются из позолоченного серебра 925 пробы.
Знак ордена – восьмиугольная звезда, края которой инкрустированы 56 белыми циркониевыми камнями и внутри углов - 8 красными циркониевыми камнями, и каждый угол украшен округлым бубенчиком. Расстояние между углами обрамлено по краям семью листьями зелёного цвета. Общий диаметр ордена - 44 мм.
В центральной части позолоченного круга ордена, окаймлённого позолотой, диаметром 22 мм на фоне изображения лучей солнца расположены карта Туркменистана, покрытая эмалью зелёного цвета, и позолоченный выпуклый силуэт Арки Независимости Туркменистана.
С наружной стороны центрального круга ордена в верхней внутренней части кольца диаметром 31 мм и шириной 4 мм, покрытого эмалью зелёного цвета, помещена надпись «GARAŞSYZ TÜRKMENISTANA BOLAN BEÝIK SÖÝGÜSI ÜÇIN», а в нижней части расположены расходящиеся позолоченные оливковые ветви.
Орден соединяется с колодкой, выполненной в виде открытой книги высотой 20 мм, шириной 31 мм, с помощью колечка. В середине колодки на колонне, покрытой эмалью красного цвета, расположены пять туркменских ковровых гёлей. Колодка покрыта эмалью зелёного цвета.